# Thập niên 1080
Thập niên 1080 là thập niên diễn ra từ năm 1080 đến 1089.